# Robert I. (Bar)
Robert I. (* 8. November 1344; † 12. April 1411) war Markgraf von Pont-à-Mousson und Graf von Bar von 1352 bis 1354, dann Herzog von Bar von 1354 bis 1411. Er war der jüngere Sohn von Graf Heinrich IV. und Jolanthe von Flandern.

## Biografie
Beim Tod seines Vaters war er weniger als ein Jahr alt. Sein älterer Bruder Eduard II. wurde Graf von Bar unter der Regentschaft ihrer Mutter. Da die Brüder von schwacher Konstitution waren, erreichte Jolanthe bei Papst Clemens VI., dass sie auch an Fastentagen Fleisch essen durften.
Als sein Bruder starb, war er sieben Jahre alt. Seine Mutter bereitete in dieser Zeit ihre Eheschließung mit Philipp von Navarra, Graf von Longueville, vor, was Probleme in der Regentschaft heraufbeschwor, da Philipp der Bruder Karls des Bösen, König von Navarra, war, der dem französischen König Johann II. feindlich gegenüberstand. Da aber Johanna von Bar (1295–1361), Countess of Surrey und Tochter des Grafen Heinrich III. den König wissen ließ, dass sie bereit sei, die Regentschaft zu übernehmen, wurde das Problem am 27. Juli 1352 gelöst. Jolanthe von Flandern jedoch, die zuvor auf die Regentschaft verzichtet hatte, hob nun Truppen aus, um Johanna anzugreifen, so dass Johann II. nunmehr eingreifen und Jolanthe zum Verzicht (2. Juli 1353) zwingen musste.
Ein weiteres Problem wurde im Jahr darauf durch die Erhebung Bars zum Herzogtum gelöst. Pont-à-Mousson war zur Markgrafschaft geworden, und Robert wird in den Dokumenten der Zeit als marquis de Pont-à Mousson et comte de Bar geführt – eine Situation, die dem Adel des Landes unlogisch erschien, da die Grafschaft Bar wesentlich größer als die Markgrafschaft war. Um diese Anomalie aufzuheben, erhob König Karl IV. Bar am 13. März 1354 zum Herzogtum.
In der Schlacht bei Maupertuis am 19. September 1356 fiel Johann II. in englische Gefangenschaft, und Johanna von Bar sah sich ihres Schutzherrn beraubt – Jolante von Flandern übernahm als Mutter erneut die Regentschaft. Robert wurde im Dezember des Jahres zum Ritter geschlagen.
Am 8. November 1359 wurde Robert für volljährig erklärt. Am 19. Mai 1364 nahm er an der Krönung Karls V. in Reims teil (dessen Schwester Marie er am 5. Oktober des Jahres in Bar-le-Duc heiratete), am 4. November 1380 an der Karls VI. In der Regierungszeit Karls V. nahm er an mehreren Feldzügen seines Schwagers teil, mit denen die Engländer aus der Normandie vertrieben werden sollten.
Im Jahr 1401 gab er seinen Herzogstitel an seinen jüngeren Sohn Eduard, behielt aber dem Nießbrauch des Herzogtums. Mit dieser Entscheidung überging er seinen Enkel Robert, den Sohn seines verstorbenen ältesten Sohnes Heinrich von Oisy, der dagegen aufbegehrte, 1406 einen Prozess beim Parlement de Paris anstrengte, der 1409 erfolglos zu Ende ging.
In der Zeit der Regentschaft für den wahnsinnigen französischen König Karl VI. stand Robert auf der Seite des Herzogs Ludwig von Orléans, zog sich aber nach dessen Ermordung 1407 – auch durch seine Gicht gezwungen – in sein Herzogtum zurück. Er wurde in der Kirche Saint-Maxe in Bar-le-Duc bestattet.

## Nachkommen
Robert heiratete 1364 Maria von Frankreich (1344–1404), Tochter von Johann II. und Jutta von Luxemburg. Ihre Kinder waren:
- Heinrich (* 1362; † 1397), Herr von Marle und Oisy
- Jolande (* 1365; † 1431), ⚭ 1384 Johann I. König von Aragón (* 1350; † 1395)
- Philipp (* 1372; † nach 1404 in türkischer Gefangenschaft nach der Schlacht von Nikopolis 1396)
- Karl (* 1373; † 1392), Herr von Nogent-le-Rotrou
- Maria (* 1374), ⚭ 1384 Wilhelm II., Markgraf von Namur (* 1355, † 1418)
- Eduard III. (X 1415 in der Schlacht von Azincourt), Herzog von Bar
- Ludwig († 1431), Bischof von Poitiers, Bischof von Langres, Bischof von Porto-Santa Rufina, Bischof von Châlons, Administrator von Verdun, Kardinal
- Jolande die Jüngere († 1421), ⚭ Adolf, Graf von Berg, Graf von Ravensberg, 1423 Herzog von Jülich († 1437)
- Johann (* 1380, † 1415 in der Schlacht von Azincourt), Herr von Puisaye
- Bona († 1400), ⚭ 1393 Walram III. von Luxemburg (* 1357, † 1415), Graf von Ligny, Graf von Saint-Pol
- Johanna († 1402); ⚭ 1393 Theodor II. Paläologus, Markgraf von Montferrat (* 1361 † 1418)